# Органична архитектура
Органическата архитектура – е философско течение в архитектурата, което насърчава хармонията между местата за живеене на хората и природата и за първи път е формулирана от Луис Хенри Съливан и е намерила най-пълно въплъщение в трудовете на неговия последовател Франк Лойд Райт.

## Черти на стила
За разлика от функционализма, органическата архитектура вижда своята основна задача в създаването на сгради и съоръжения, които разкриват свойствата на естествените материали и които органически се вписват в околния ландшафт. По мнение на Райт формата на сградата трябва да произтича от специфичното ѝ предназначение и уникалните условия на средата, в която се изгражда и съществува.
В началото на 21 век се възражда интересът към органичната архитектура, което е свързано със създаването на естетиката на бионичната архитектура (био-тек), която за разлика от идеите на Райт признава възможността и значимостта на преки външни аналогии на архитектурните форми с форми от природата.

## Известни архитекти
Едни от най-първите архитекти, работили по органичната архитектура са Антони Гауди и Луис Хенри Съливан, който е създател на формулировката „формата следва функцията“: (на английски: form follows function). Други важни представители на органичната архитектура са Франк Лойд Райт, Ханс Шарун, Хуго Херинг, Чен Куен Лий, Алвар Аалто, Фрай Ото, Сантяго Калатрава и Имре Маковец.